# Julius Köhnholz

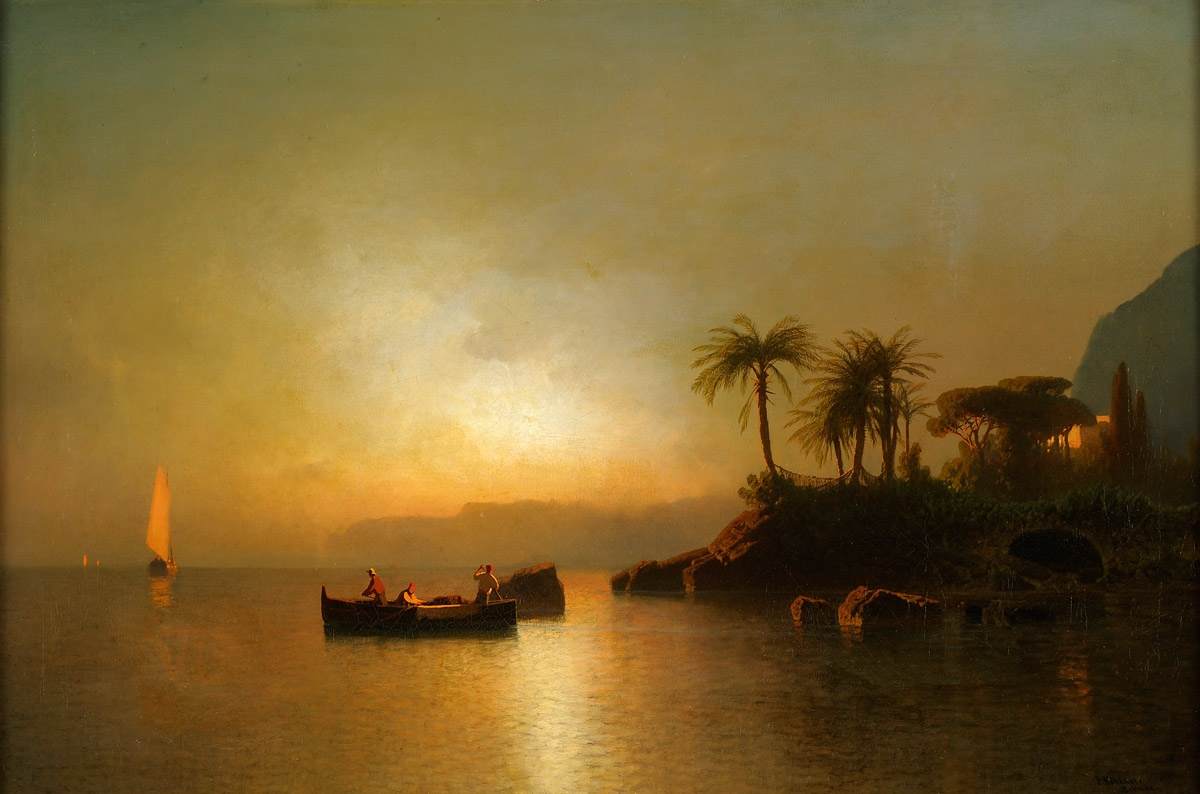
Fischer an der Amalfiküste

Johann Wilhelm Julius Köhnholz (* 7. März 1839 in Bremen; † 15. Januar 1925 ebenda) war ein deutscher autodidaktischer Landschaftsmaler.

## Leben
Köhnholz war der zweite von drei Söhnen des Kaufmannes Otto August Köhnholz und der Anna Catharina, geb. Kreyenberg. Er wurde von den Eltern zum Kaufmannsberuf bestimmt und war von 1861 bis etwa 1864 als Kaufmann in Bari und Neapel tätig. Am 15. September 1864 heiratete er Gertrude Caroline Spielter, die ältere Schwester des Malers Carl Johann Spielter, führte weiterhin bis 1869 zusammen mit seinem Vater in Bremen ein Eisen- und Kommissionsgeschäft.
Die Bekanntschaft mit Carl Johann Spielter weckte sein Interesse für die Malerei. Er besuchte oft Italien und fing dort um 1869 an als Amateur Landschaften zu malen. Entschlossen, sich der Malerei zu widmen, kam Köhnholz nach München. Dort entwickelte er sich autodidaktisch zum beruflichen Kunstmaler. Dabei war Hilfe seitens Spielter nicht ausgeschlossen. Von 1871 bis 1884 nahm er an Ausstellungen des Münchner Kunstvereins teil. 1875 und 1876 stellte er auch in Kassel und in Berlin seine Werke aus.
In Landschaften von Köhnholz spielte immer der Himmel die dominante Rolle. Von Sonnen- oder Mondschein durchleuchtete Wolken, wallende Nebelschwaden, oft Gewitterstimmungen, wurden sein Markenzeichen. 1884 kehrte Köhnholz nach Bremen zurück. Er zog zunächst zu seiner verwitweten Mutter, wohnte dann zeitweise als Nachbar seines Schwagers, des Malers Carl Johann Spielter und endlich wieder im elterlichen Haus. Im Auftrag des Norddeutschen Lloyd schuf er zusammen mit Carl Johann Spielter die Ausmalung der Gesellschaftsräume des neuen Dampfers „Saale“.